# Helen Dannetun
Helen Dannetun (* 17. Februar 1957) ist eine schwedische Physikerin, Professorin und Rektorin der Universität Linköping.

## Laufbahn
Dannetun schloss ihr Studium mit dem Abschluss Master of Science in Ingenieurphysik und Elektrotechnik an der Universität Linköping im Jahr 1980 ab. In ihrer Dissertation im Jahr 1987 forschte sie über katalytische Reaktionen auf Metalloberflächen. Anschließend arbeitete sie von 1988 bis 1994 als Wissenschaftliche Mitarbeiterin, von 1994 bis 2002 als Universitätsdozentin und Professorin für Physik wurde sie 2002.
Die Abteilung für Physik, Biologie und Chemie der Universität leitete sie von 2000 bis 2003 und von 2004 bis 2011 war sie Dekanin für Technologie an der Universität Linköping. Im Jahr 2011 wurde sie zur Rektorin der Universität berufen. Seitdem übt sie dieses Amt aus.

## Mitgliedschaften
Dannetun ist seit 2015 Vorsitzende des Schwedischen Universitäts- und Hochschulverbandes (SUHF). Im Jahr 2018 wurde sie zur Vorsitzenden der NUS – Nordic University Cooperation berufen. Sie ist seit 2015 Schwedens Mitglied im Europäischen Hochschulverband. Von 2013 bis 2015 war sie Sprecherin des Europäischen Konsortiums für innovative Universitäten. Seit 2011 ist sie Vorstandsvorsitzende des Norrköping Visualization Center C.

### Weitere Aktivitäten
- Seit 2015: Ingenieurakademie, IVA
- 2018–2020: Arbeitsgruppe zur Koordinierungsfunktion des Regierungskanzlers für die Biowissenschaften
- 2011–2012: Bildungsreform des Bildungsministers
- 2008–2010: Mitglied der Technologiedelegation
- 2008: Evaluatorin der Master of Science Programme an der NTNU
- 2007–2011: Vorsitzende von Nordic Network of Technical Colleges